# Kup Jugoslavije u boćanju
Kup Jugoslavije u boćanju je igran između 1985. i 1990. godine.

## Pobjednici
- 1985.: Radna Ljubljana
- 1986.: Sloga Ljubljana
- 1987.: Split II
- 1988.: Sloga Ljubljana
- 1989.: Zrinjevac-Hortikultura Zagreb
- 1990.: Rikard Benčić Rijeka

## Poveznice i izvori
- Prvenstvo Jugoslavije u boćanju
- Hrvatski kup u boćanju
- Eduard Hemar, Damir škarpa: Zlatna knjiga hrvatskoga boćanja, Zagreb, 2012.